# SPECT cerebrale perfusionale
Gli studi SPECT di perfusione cerebrale utilizzano radiofarmaci in grado di oltrepassare la barriera emato-encefalica (BEE) e quindi di concentrarsi a livello del tessuto cerebrale in funzione del flusso ematico (rCBF: Regional Cerebral Blood Flow). Dato che i neuroni non hanno riserve energetiche, un eventuale aumento delle richieste di ossigeno e metaboliti a livello del tessuto nervoso può essere compensato solo da un contemporaneo aumento del flusso sanguigno a livello della regione interessata. Questa particolare correlazione fra flusso sanguigno e metabolismo cerebrale è la base teorica su cui poggiano tutti gli studi funzionali eseguiti con questa metodica (la perfusione cerebrale è direttamente correlata col metabolismo del glucosio a livello del tessuto nervoso, rilevabile direttamente utilizzando la PET con FDG). Il principale fattore che correla con un aumento del metabolismo/flusso ematico cerebrale sembra essere l'attività sinaptica (specie quella mediata dal neurotrasmettitore eccitatorio glutammato). È possibile che siano gli astrociti (parte del sistema delle cellule gliali) a mediare la vasodilatazione dei capillari locoregionali rispondendo al rilascio di questa sostanza nella sinapsi stessa. La SPECT cerebrale di perfusione è ora meno utilizzata in quanto la PET con FDG, ove disponibile, fornisce immagini con maggiore risoluzione spaziale. Per comprendere meglio l'argomento trattato è bene leggere anche le voci, demenza, ictus, attacco ischemico transitorio, morte cerebrale ed epilessia.

## Radiofarmaci utilizzati
Il primo utilizzato fu lo Xeno-133 (un gas nobile ed idrofobico, quindi in grado di attraversare la barriera emato-encefalica) ormai abbandonato per la complessità di gestione dovuta alla sua volatilità e alla cooperazione del paziente necessaria nel processo di inalazione, così come la sua rapida clearance dal cervello e il breve tempo di acquisizione delle immagini che richiedeva strumentazione dedicata. Successivamente sono entrate in commercio le ammine marcata con Iodio-123; composti in grado di superare anch'essi la BEE e legarsi ai recettori per le anfetamine; e infine i radiofarmaci tecneziati 99mTC-ECD e il 99mTC-HMPAO (quest'ultimo è l'unico ancora disponibile in commercio).

## Indicazioni
La SPECT cerebrale perfusionale è indicata nello studio delle seguenti condizioni cliniche (ove non si dispone di un tomografo PET. In generale anche le metodiche di imaging morfologico come TC e RM ne hanno limitato molto l'utilizzo):
- demenze (pattern differenti di ipometabolismo possono aiutare il neurologo nella diagnosi differenziale)

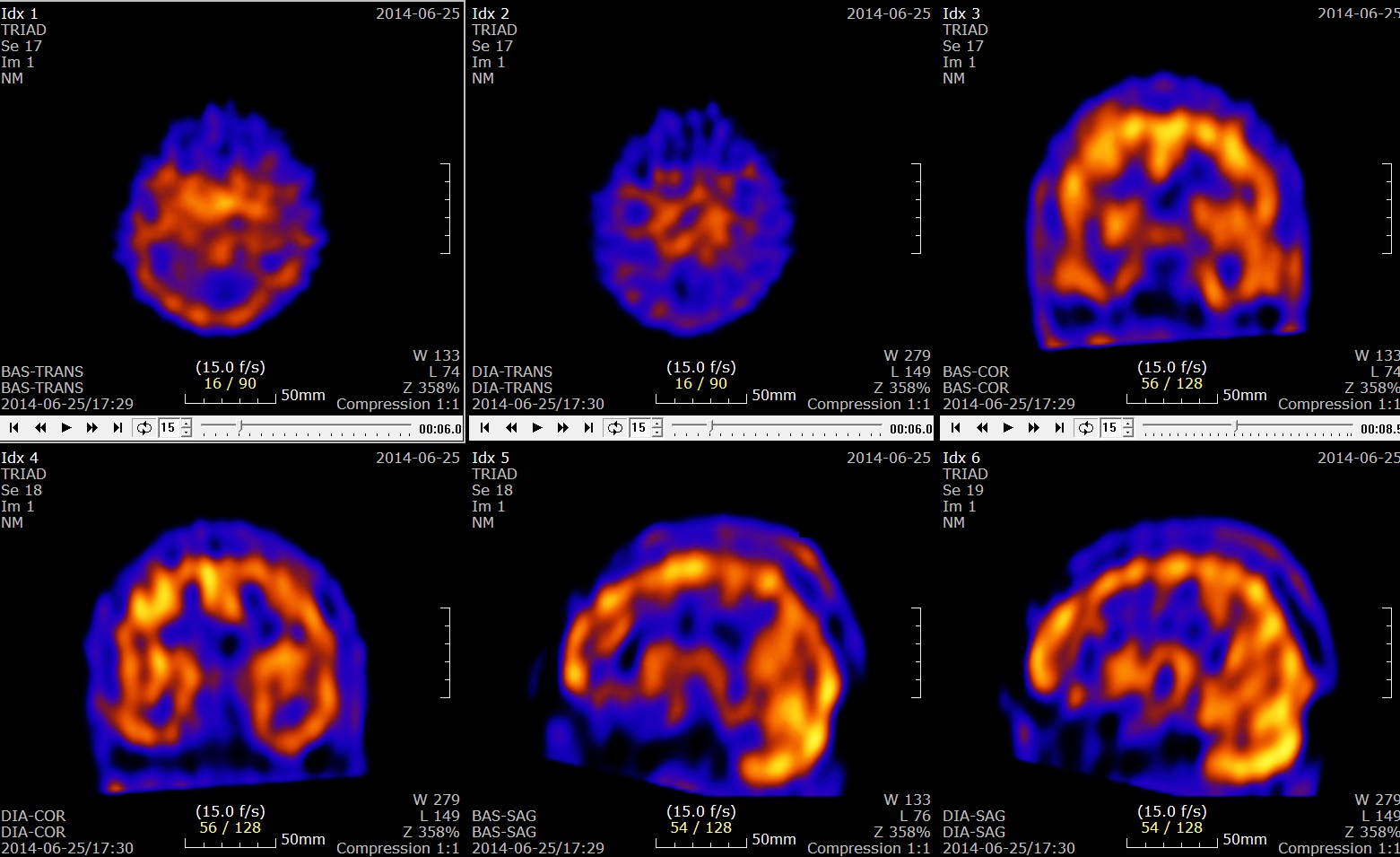
SPECT perfusionale basale (BAS) e dopo somministrazione di acetazolamide (DIA, Abbreviazione di Diamox, nome commerciale del farmaco)

- malattie cerebro-vascolari acute, come ictus cerebri ischemico e TIA; in tali casi rispetto alla PET presenta il vantaggio di essere, in linea teoria, più facilmente utilizzabile in condizioni di urgenza per via della maggiore maneggevolezza dei radiofarmaci tecneziati. Tale esame nella valutazione delle ischemie acute è più preciso e precoce delle metodiche morfologiche nel definire la zona di penombra ischemica in vista di trattamenti mirati e consente (solo utilizzando l'HMPAO) di evidenziare anche il fenomeno della perfusione di lusso che si ha in aree in realtà compromesse dal punto di vista metabolico dopo ripristino del flusso ematico (e sono associate a una peggiore prognosi secondaria al danno da riperfusione). L'esame si utilizza anche per valutare l'ischemia cronica, in cui può essere effettuata anche una valutazione dopo somministrazione di acetazolamide. Questo farmaco infatti causa vasodilatazione cerebrale diffusa, ma meno spiccata nelle aree con deficit perfusivi.
- diagnosi di morte cerebrale
- epilessia: studi in fase critica, cioè durante la crisi, ed intercritica. Le immagini in fase critica mostrano un'area di ipercaptazione del tracciante a livello del focus epilettogeno, facilitandone l'identificazione in vista di un trattamento chirurgico ablativo utile nelle epilessie farmaco-resistenti. Lo studio intercritico è utilizzato come confronto e per eseguire una sottrazione all'immagine critica coregistrata con appositi software, utile a migliorare l'accuratezza del metodo.
- disturbi del movimento
- traumi cerebrali

## Esecuzione dell'esame

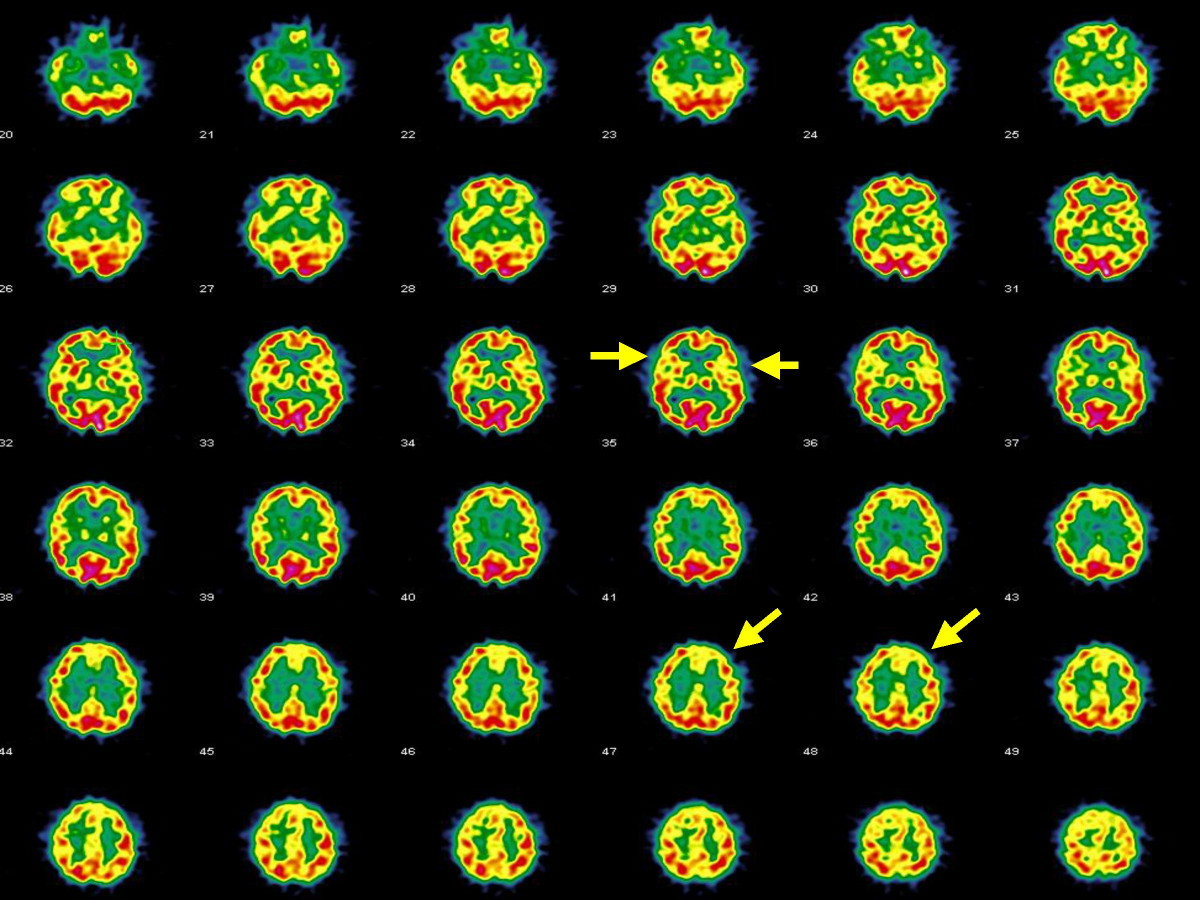
Sezioni transassiali di un esame ricostruito

Prima di effettuare l'esame il paziente non deve assumere sostanze che possano alterarne i risultati (in particolare caffè, the, fumo, alcool, alcuni farmaci) e deve essere isolato da stimoli esterni disturbanti per lo stesso motivo (il paziente può venire bendato, fatto stazionare in una stanza tranquilla e gli viene messo preventivamente un accesso venoso ove il radiofarmaco verrà successivamente iniettato senza provocare fastidio). Eventuale sedazione deve essere somministrata almeno 10 minuti dopo la somministrazione del tracciante e questa deve avvenire dopo alcuni minuti dalla preparazione del paziente citata sopra. Le immagini vengono acquisite dopo 15-20 minuti dall'iniezione (per migliorare il rapporto segnale-fondo) mediante una gamma camera equipaggiata con collimatori per basse energie e ad alta risoluzione o fam beam e mediante metodo tomografico.
La ricostruzione delle immagini viene poi eseguita mediante retroproiezione filtrata o iterativa ed è di solito effettuata una correzione per l'attenuazione mediante il metodo di Chang in modo da osservare meglio le strutture più interne dell'encefalo. Questo metodo presuppone che la testa del paziente attenui uniformemente i fotoni gamma provenienti dal cervello stesso secondo la legge di attenuazione lineare (presuppone anche che la testa abbia densità uniforme, uguale a quella dell'acqua). Tale correzione è effettuata con l'aiuto di apposite ROI (Regioni di Interesse) posizionate dall'operatore sull'immagine che aiutano il software a identificare i contorni del cranio. L'immagine così ricostruita viene anche orientata secondo piani anatomici standard (come quello occipito-frontale) prima della lettura. La principale fonte di errori nelle immagini è il movimento della testa del paziente durante l'acquisizione delle stesse.
La refertazione avviene nella maggior parte dei casi mediante osservazione diretta delle immagini (analisi qualitativa). Sono utilizzabili anche l'analisi semiquantitativa mediante Regioni di Interesse o quella Statistico-Parametrica.
I valori di captazione sono normalizzati prima dei confronti (statistici e non) rapportandoli con un'area di solito non influenzata dai processi morbosi, in modo da rendere confrontabili i dati di diversi soggetti con differente metabolismo e attività somministrata. Di solito si utilizzano il ponte o il cervelletto come regioni di riferimento.